# Fylke

Provincia, în limba norvegiană fylke la plural fylker, este denumirea unităților administrativ-teritoriale în care se subîmparte Norvegia.
Aceste unități sunt grupate în cinci regiuni geografice. La rândul lor, provinciile sunt subîmpărțite în comune. Capitala Oslo este considerată în același timp și comună, și  provincie (fylke).
Provinciile sunt grupate în mod tradițional în cinci părți ale țării (landsdeler), ca unități de planificare regională statistică în șapte elemente ale nivelului NUTS 2 (din franceză Nomenclature des unités territoriales statistiques), vezi NUTS:NO.
Arhipelagurile Svalbard și Jan Mayen care aparțin Norvegiei nu sunt alocate unei provincii.

## Diviziunile administrative înainte de 2020
Înaintea reformei administrative din anul 2020, teritoriul norvegian era divizat într-un număr de 18 provincii și capitala Oslo.
| Codul ISO 3166-2 | Stemă | Provincie (Fylke) | Centru administrativ | Guvernator                 | Suprafață (km2) | Populație (2013) |
| ---------------- | ----- | ----------------- | -------------------- | -------------------------- | --------------- | ---------------- |
| 01               |       | Østfold           | Sarpsborg            | Anne Enger                 | 4.180,69        | 282.000          |
| 02               |       | Akershus          | Oslo                 | Nils Aage Jegstad (primar) | 4.917,94        | 566.399          |
| 04               |       | Hedmark           | Hamar                | Sigbjørn Johnsen           | 27.397,76       | 197.719          |
| 05               |       | Oppland           | Lillehammer          | Kristin Hille Valla        | 25.192,10       | 187.254          |
| 06               |       | Buskerud          | Drammen              | Kirsti Kolle Grøndahl      | 14.910,94       | 269.003          |
| 07               |       | Vestfold          | Tønsberg             | Erling Lae                 | 2.225,08        | 238.748          |
| 08               |       | Telemark          | Skien                | Kari Nordheim-Larsen       | 15.296,34       | 170.902          |
| 09               |       | Aust-Agder        | Arendal              | Øystein Djupedal           | 9.157,77        | 112.772          |
| 10               |       | Vest-Agder        | Kristiansand         | Ann-Kristin Olsen          | 7.276,91        | 176.353          |
| 11               |       | Rogaland          | Stavanger            | Magnhild Meltveit Kleppa   | 9.375,97        | 452.159          |
| 12               |       | Hordaland         | Bergen               | Lars Sponheim              | 15.438,06       | 497.135          |
| 14               |       | Sogn og Fjordane  | Leikanger            | Anne Karin Hamre           | 18.623,41       | 108.700          |
| 15               |       | Møre og Romsdal   | Molde                | Lodve Solholm              | 15.101,39       | 259.404          |
| 16               |       | Sør-Trøndelag     | Trondheim            | Kåre Gjønnes               | 18.839,38       | 302.755          |
| 17               |       | Nord-Trøndelag    | Steinkjer            | Inge Ryan                  | 22.414,91       | 134.443          |
| 18               |       | Nordland          | Bodø                 | Odd Eriksen                | 38.482,39       | 239.611          |
| 19               |       | Troms             | Tromsø               | Svein Ludvigsen            | 25.862,91       | 160.718          |
| 20               |       | Finnmark          | Vadsø                | Gunnar Kjønnøy             | 48.631,04       | 74.534           |

## Provinciile norvegiene între anii 2020-2024

Harta Norvegiei cu cele 11 provincii (2020-2024)

În urma unei reforme administrative ce are efect din data de 1 ianuarie 2020, numărul de provincii norvegiene se modifică la 11.
| Codul ISO 3166-2 | Stemă | Provincie (Fylke)    | Centru administrativ     | Populație (1.01.2023) | Suprafață (km2) | Regiune    |
| ---------------- | ----- | -------------------- | ------------------------ | --------------------- | --------------- | ---------- |
| NO-03            |       | Oslo                 | Oslo                     | 709.037               | 454,12          | Østlandet  |
| NO-11            |       | Rogaland             | Stavanger                | 492.350               | 9377,10         | Vestlandet |
| NO-15            |       | Møre og Romsdal      | Molde                    | 268.365               | 14.355,62       | Vestlandet |
| NO-18            |       | Nordland             | Bodø                     | 241.084               | 38.154,62       | Nord-Norge |
| NO-30            |       | Viken                | Oslo, Drammen, Sarpsborg | 1.292.241             | 24.592,59       | Østlandet  |
| NO-34            |       | Innlandet            | Hamar și Lillehammer     | 373.628               | 52.072,44       | Østlandet  |
| NO-38            |       | Vestfold og Telemark | Skien și Tønsberg        | 429.101               | 17.465,92       | Østlandet  |
| NO-42            |       | Agder                | Kristiansand și Arendal  | 316.051               | 16.434,12       | Sørlandet  |
| NO-46            |       | Vestland             | Bergen și Leikanger      | 646.205               | 33.870,99       | Vestlandet |
| NO-50            |       | Trøndelag            | Steinkjer                | 478.470               | 42.201,59       | Trøndelag  |
| NO-54            |       | Troms og Finnmark    | Tromsø și Vadsø          | 242.452               | 74.829,68       | Nord-Norge |

## Reforma administrativă din 2024

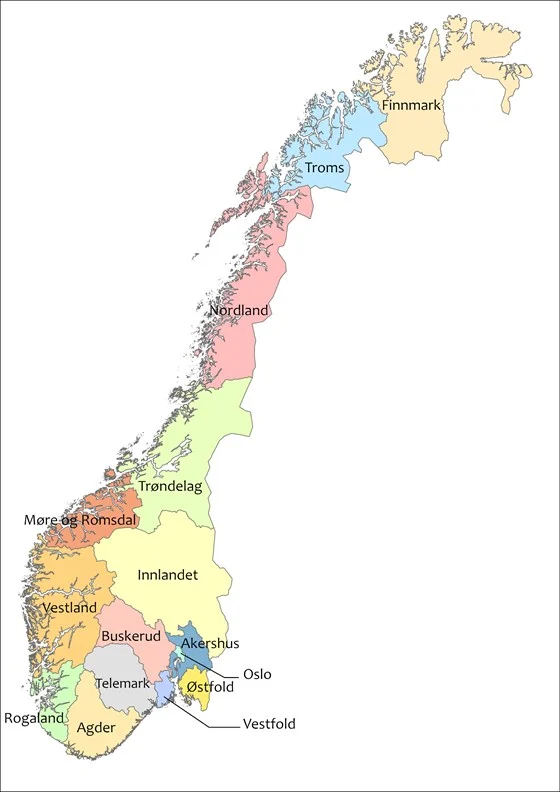
Harta Norvegiei cu cele 15 provincii din 2024

Harta administrativă a Norvegiei se modifică din nou ca urmare a reformei administrative ce a intrat în vigoare la data de 1.1.2024, astfel că numărul de provincii devine 15.
| Codul ISO 3166-2 | Stemă | Provincie (Fylke) | Centru administrativ | Populație | Suprafață (km2) |
| ---------------- | ----- | ----------------- | -------------------- | --------- | --------------- |
| NO-03            |       | Oslo              | Oslo                 | 700.000   | 454,12          |
| NO-11            |       | Rogaland          | Stavanger            | 475.000   | 9377,10         |
| NO-15            |       | Møre og Romsdal   | Molde                | 270.000   | 14355,62        |
| NO-18            |       | Nordland          | Bodø                 | 239.000   | 38154,62        |
| NO-31            |       | Østfold           | Sarpsborg            | 299.647   | 4180,7          |
| NO-32            |       | Akershus          | Bærum                | 630.752   | 4918            |
| NO-33            |       | Buskerud          | Drammen              | 284.955   | 14.908          |
| NO-34            |       | Innlandet         | Hamar                | 375.000   | 52.072,44       |
| NO-39            |       | Vestfold          | Tønsberg             | 253.555   | 2.167,7         |
| NO-40            |       | Telemark          | Skien                | 175.546   | 15.298,16       |
| NO-42            |       | Agder             | Kristiansand         | 299.000   | 16.434,12       |
| NO-46            |       | Vestland          | Bergen               | 632.000   | 33.870,99       |
| NO-50            |       | Trøndelag         | Steinkjer            | 465.000   | 42.201,59       |
| NO-55            |       | Troms             | Tromsø               | 168.340   | 26189,43        |
| NO-56            |       | Finnmark          | Vadsø                | 75.540    | 48.637,43       |

## Numărul de cod provincial

Harta numerelor provinciilor Norvegiei (2020-2024)

Fiecare provincie are un așa-numit număr provincial (în norvegiană fylkesnummer), care este folosit în primul rând în scopuri statistice. Acest număr din două cifre sunt totodată și primele două cifre ale numerelor comunelor formate din patru cifre. Cifrele au fost introduse pentru recensământ în 1946 și au existat și litere provinciale care au fost folosite, printre altele, pentru plăcuțele de înmatriculare ale vehiculelor.
Numerele provinciale se schimbă concomitent cu reformele administrative. Provinciile rămase nemodificate nu își schimbă indicativul numeric. 
Pe lângă actualele provincii, au numere provinciale arhipelagurile Jan Mayen (22) și Svalbard (21).